# Movimento Chollima

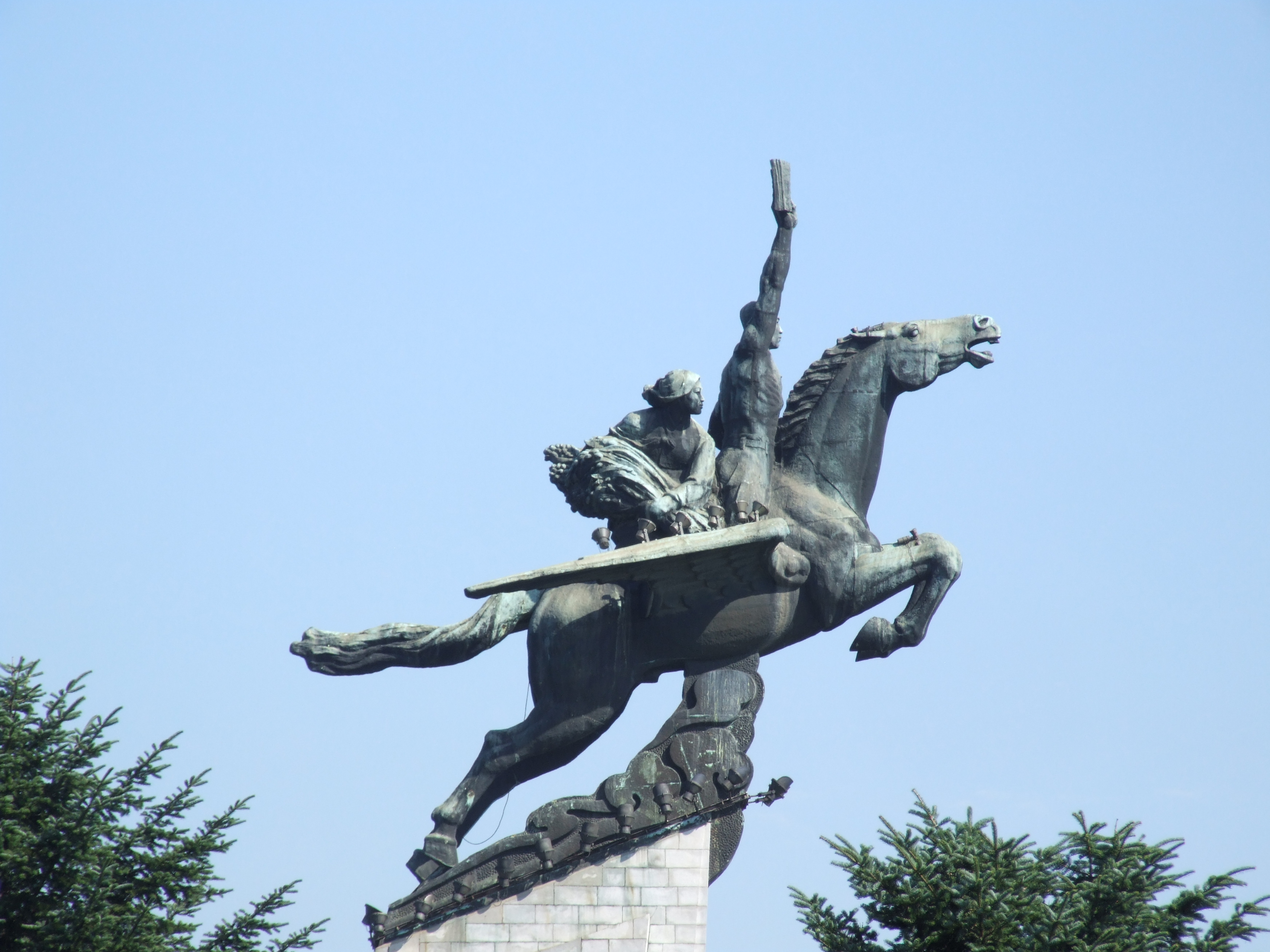
La statua del Chollima a Pyongyang simboleggia la velocità con cui la società coreana dovrebbe progredire.

Il movimento Chollima (천리마운동?, 千里馬運動?, ch'ŏllima undongMR) era un movimento stacanovista sponsorizzato dallo stato nordcoreano che promuoveva un rapido sviluppo economico. Esso iniziò nel 1956 o nel 1958 e fu caratterizzato principalmente dal culto della personalità nei confronti del presidente Kim Il-sung.

## Storia

### Il movimento
Il Chollima è un cavallo alato della mitologia cinese, il cui nome può essere reso in italiano come "cavallo dei mille lǐ'', poiché, secondo la tradizione, è in grado di percorrere mille lǐ (400 chilometri) al giorno. Inoltre, tale cavallo non può essere domato da nessuno, ed è conosciuto per aver sempre portato gli eroi alla vittoria. Questa figura venne utilizzata da Kim Il-sung per incoraggiare i lavoratori nordcoreani, affinché riuscissero a ricostruire il loro paese, devastato dalla guerra di Corea, rendendolo ancora più prospero e ricco di prima.
Il termine "Chollima" venne pronunciato per la prima volta nel dicembre del 1956, poco prima dell'inizio del piano quinquennale, che sarebbe avvenuto tra il 1957 e il 1961. In questo periodo il governo nordcoreano avrebbe cercato di riformare in maniera socialista la propria industria, nazionalizzandola completamente insieme all'agricoltura e tentando di essere autosufficiente nella produzione di cibo e di vestiti e nella costruzione di abitazioni per tutti gli abitanti. Per poter raggiungere più facilmente tali obiettivi, il presidente Kim Il-sung tentò di spronare i cittadini a lavorare, dando così inizio al movimento Chollima. In uno dei congressi del Partito del Lavoro di Corea, nel dicembre del 1956, Kim il-sung invitò i nordcoreani a essere più motivati nella produzione economica, dicendo: "Si produca di più, si pratichi l'economia, e si raggiungano risultati migliori prima della fine del piano quinquennale!". Gli obiettivi di tale piano vennero infatti raggiunti in quattro anni.
Il successo del movimento Chollima si poté constatare a partire dal 1957, quando Kim Il-sung chiese ai lavoratori di una fabbrica nelle vicinanze della capitale Pyongyang di produrre 10.000 tonnellate di acciaio in più rispetto alle 60.000 che era in grado di produrre solitamente. I lavoratori ne produssero però 120.000, ben 50.000 in più di quanto fosse loro richiesto. Tale evento venne considerato come la torcia luminosa del movimento Chollima. Tutti coloro che superavano l'obiettivo di produzione prefissato venivano chiamati con l'espressione "cavalcatore di Chollima" e ciò non fece che incoraggiare i nordcoreani a lavorare di più. Il governo della Corea del Nord lanciò addirittura uno slogan che recitava: "Non bere più zuppa", per evitare che i lavoratori interrompessero la loro attività per andare in bagno.
Il motto "Si corra alla velocità del Chollima!" venne adottato per incoraggiare ulteriormente i lavoratori; grazie ad esso la maggior parte degli obiettivi prefissati venne raggiunta in diversi ambiti dell'economia. Durante tale piano economico in Corea del Nord ci fu una crescita industriale annuale di 36,6%.
Nel 1959 nacque il movimento del gruppo di lavoro del Chollima, un sistema di competizioni socialiste tra i diversi gruppi di lavoro, i membri dei quali s'impegnavano a condurre una vita all'insegna del comunismo, seguendo lo slogan "Uno per tutti, tutti per uno!". Un gruppo di lavoro con un obiettivo estremamente arduo da raggiungere si sarebbe potuto distinguere a livello nazionale. Se fosse stato in grado di arrivare a tale meta, dopo un'attenta analisi eseguita mediante un sistema di valutazione nazionale, si sarebbe potuto aggiudicare il titolo di "gruppo di lavoro del Chollima". I lavoratori di tali gruppi avrebbero potuto ricevere dei premi dal governo, come bandiere, insegne e quaderni. Tale movimento ebbe la sua origine nella figura di Chin Ung-won, il quale si organizzò insieme ad altri lavoratori per cercare di superare di gran lunga le cifre di produzione che gli erano state richieste dal governo. In seguito alla riuscita attuazione di tale progetto, Chin Ung-won ricevette l'attenzione del governo, e venne presto utilizzato per rappresentare il lavoratore nordcoreano ideale. In meno di un anno e mezzo 178.000 cittadini si unirono a tale movimento.

### Conseguenze ed effetti
Il movimento Chollima non fu in grado di mantenere il proprio successo a lungo. La nazione trasse diversi vantaggi da tale improvviso aumento di produzione, che tuttavia non riuscì a mantenere costante il livello di qualità. Anche l'economia del paese subì diversi danni, poiché la maggior parte delle risorse venne impiegata nel finanziamento delle industrie, mentre altri settori importanti vennero trascurati. Insieme a questi problemi si aggiunse presto anche l'esaurimento della forza lavoro umana. La produzione iniziò a calare nel 1961, e nella metà degli anni sessanta il governo smise di pubblicare statistiche economiche (eccetto quelle positive rispetto agli anni precedenti). Era chiaro che il piano economico di Kim Il-sung avesse bisogno di essere riformato; tuttavia, gli economisti del presidente non gli fecero mai notare il problema. La Corea del Nord non si è mai soffermata ufficialmente sulle conseguenze negative del movimento Chollima; Kim Jong-il, infatti, continuò a celebrarlo nei suoi discorsi come pietra miliare dello sviluppo economico della nazione.
Anche al giorno d'oggi tale movimento è supportato dal governo: le idee che esso promuoveva, insieme al termine "Chollima", vengono ancora applicate alla società nordcoreana odierna. Seguendo le orme del padre, Kim Jong-un continua a dare direttive sul posto negli stabilimenti industriali più importanti. Secondo l'agenzia di stampa di Pyongyang i lavoratori sono "desiderosi di puntare alla vittoria nella costruzione di una nazione prospera come risposta cordiale all'appello [di Kim Jong-un] 'Avanti fino alla vittoria finale!'".
L'espressione "velocità del Chollima", che può riferirsi sia al cavallo mitologico che al movimento degli anni cinquanta, è entrata a far parte del linguaggio comune della Corea del Nord, e viene utilizzata per riferirsi a un lavoro finito rapidamente, che è in grado di soddisfare tutte le aspettative di chi l'ha posto. Negli anni novanta, durante un periodo di carestie e di gravi carenze di energia, il governo nordcoreano cercò di dare inizio a un secondo movimento Chollima.

### Utilizzi successivi
Grazie a questo movimento stacanovista, il Chollima divenne uno dei simboli più importanti della Corea del Nord. Ad esso vennero dedicati diversi monumenti, come l'imponente scultura alta 46 metri sul colle Mansu di Pyongyang, che ritrae il cavallo alato. Completata nel 1961, tale statua è stata costruita per "onorare l'eroismo e l'invincibile spirito combattivo del popolo coreano, che è come il leggendario cavallo alato Chollima, il quale è in grado di percorrere mille ri al giorno". Sulla groppa di questo cavallo alato vi sono un lavoratore, che tiene in mano la "lettera rossa" del Comitato centrale del Partito del Lavoro di Corea, e una giovane donna di campagna con un covone di riso.
La parola "Chollima" viene utilizzata come marchio di trattori, camion e bus della Corea del Nord. Anche una delle stazioni della metropolitana di Pyongyang porta il nome del cavallo alato, così come la Nazionale di calcio della Corea del Nord. Oltre a comparire regolarmente sui francobolli del paese, esso ha iniziato ad essere incluso anche nel design del won nordcoreano a partire dal 1978.